# Josefine Lauterbach
Josefine Lauterbach, född 22 mars 1909, död 4 november 1972, var en friidrottare från Österrike. Hon deltog vid olympiska sommarspelen 1928.